# Baligród (gromada)
Baligród – dawna gromada, czyli najmniejsza jednostka podziału terytorialnego Polskiej Rzeczypospolitej Ludowej w latach 1954–1972.
Gromady, z gromadzkimi radami narodowymi (GRN) jako organami władzy najniższego stopnia na wsi, funkcjonowały od reformy reorganizującej administrację wiejską przeprowadzonej jesienią 1954 do momentu ich zniesienia z dniem 1 stycznia 1973, tym samym wypierając organizację gminną w latach 1954–1972.
Gromadę Baligród z siedzibą GRN w Baligrodzie utworzono – jako jedną z 8759 gromad na obszarze Polski – w powiecie leskim w woj. rzeszowskim na mocy uchwały nr 25/54 WRN w Rzeszowie z dnia 5 października 1954. W skład jednostki weszły obszary dotychczasowych gromad Baligród, Stężnica, Bystre, Huczwice, Jabłonka, Łubne, Kołonice, Rabe, Mchawa, Roztoki Dolne, Cisowiec i Kiełczawa ze zniesionej gminy Baligród (a więc cały jej obszar), obszary dotychczasowych gromad Sukowate i Kamionki ze zniesionej gminy Łukowa oraz przysiółek Podgłębokie z dotychczasowej gromady Żernica Wyżna i przysiółek Podgranicze z dotychczasowej gromady Żernica Niżna ze zniesionej gminy Hoczew w tymże powiecie. Był to zarazem rzadki przypadek utworzenia gromady większej niż gmina. Dla gromady ustalono 14 członków gromadzkiej rady narodowej.
31 grudnia 1961 z gromady Baligród wyłączono wsie Kalnica, Kamionki i Sukowate, włączając je do gromady Łukowa w tymże powiecie.
W 1971 roku gromada Baligród liczyła 2297 mieszkańców, zamieszkujących miejscowości: Baligród (1178), Bystre (13), Cisowiec (89), Huczwice (0), Jabłonki (136), Kielczawa (60), Kołonice (1), Łubne (52), Mchawa (424), Rabe (13), Roztoki Dolne (149) i Stężnica (182).
1 listopada 1972, w związku ze zniesieniem powiatu leskiego, gromada weszła w skład nowo utworzonego powiatu bieszczadzkiego w tymże województwie.
Gromada przetrwała do końca 1972 roku, czyli do kolejnej reformy gminnej. 1 stycznia 1973 – tym razem w powiecie bieszczadzkim – reaktywowano gminę Baligród (od 2002 gmina Baligród znajduje się ponownie w powiecie leskim).